# Letsie Ier Moshoeshoe
Letsie Ier Moshoeshoe est le chef suprême du Basutoland (devenu depuis le Lesotho) de 1870 à 1891.

## Biographie
Mohato est le fils aîné du chef suprême ou morena e moholo (selon la titulature des dirigeants sotho) Moshoeshoe Ier, le fondateur de la nation Basotho, et de son épouse principale, Mamohato. À compter de la date de son initiation, il s'appelle Letsie. À la demande de son père, il fréquente la première école chrétienne de la région, à Morija (en), avec son frère Molapo, mais reste indifférent au christianisme. 
Pendant le règne de son père, il réunit occasionnellement les chefs manifestant des oppositions à Moshoeshoe Ier. Durant la guerre Seqiti en 1865 et 1866, il essaye, contre la volonté de son père, de signer un traité de paix avec les Boers de l'État libre d'Orange. Moshoeshoe réussit à marier Senate, une demi-sœur aînée de Letsie dont la mère était la femme principale de Moshoeshoe, avec le fils Josefa de son frère Molapo, afin que leur premier fils puisse succéder à  Letsie, mais cette tentative de compromis entre les deux branches échoua. Moshoeshoe démissionne le 18 janvier 1870 et met Letsie au pouvoir. Le 11 mars 1870, Moshoeshoe décède. Alors que l'autre frère de Letsie, Masopha (en), s'établit à Thaba Bosiu, Letsie s'établit à Matsieng. Bien que chef suprême, il est sous la houlette des Britanniques depuis le protectorat convenu par son père. 
En 1871, le Basutoland est réintégré par ces Britanniques à la colonie du Cap. Ce territoire garde toutefois une forte autonomie pendant quelques années, puis, à la fin des années 1870, les autorités du Cap tentent d'affermir leur pouvoir. À la suite d'une volonté de collecter les armes à feu, un conflit éclate, intitulé la « guerre des armes à feu » sous le règne de Letsie I. À la suite de quoi, en 1884, le Basutoland revient sous une administration britannique directe. Dès lors, les commissaires-résidents britanniques responsables de cette administration directe optent pour une politique renforçant la légitimité des chefs suprêmes du Basutoland. Letsie décède en 1891 ; Lerotholi lui succède comme morena e moholo.